# Сунуапа
Сунуапа (исп. Sunuapa) — посёлок в Мексике, штат Чьяпас, входит в состав одноимённого муниципалитета и является его административным центром. Численность населения, по данным переписи 2020 года, составила 894 человека.

## Общие сведения
Название Sunuapa с языка науатль можно перевести как — река, заросшая хоноте.
Поселение было основано в доиспанский период народом соке.
В 1772 году Сунуапа упоминается как деревня, входящая в провинцию Чьяпа.
В 1778 году в деревне насчитывалось 119 жителей.
В 1910 году она вошла в состав департамента Пичукалько.
В 1944 году Сунуапа получила статус посёлка и становится административным центром собственного муниципалитета.
В 1982 году произошло извержение вулкана Эль-Чичон, закрывший пеплом солнце на несколько дней.